# Carl Bergstrøm-Nielsen
Carl Bergstrøm-Nielsen (* 28. Juli 1951 in Kopenhagen) ist ein dänischer Komponist, Improvisationsmusiker und Musiktherapeut.

## Leben
Bergstrøm-Nielsen studierte von 1970 bis 1984 Musikwissenschaften an der Universität Kopenhagen (Candidatus magisterii 1984). Von 1971 bis 1977 war er in der Group for Alternative Music aktiv. 1971 und 1975 arbeitete er im Holstebro Electronic Music Studio (HEMS). Von 1984 bis 2014 lehrte er im Bereich Musiktherapie an der Universität Aalborg, wo er Kurse in Graphischer Notation und Intuitiver Musik (Ensembleimprovisation und Komposition) gab.
Ab 1975 spielte er in der Group for Intuitive Music (gemeinsam mit Jørgen Lekfeldt und Niels Rosing-Schow). 1978/79 trat er gemeinsam mit John Tchicai und Jan Kaspersen unter dem Namen ABFA auf. 1990 wurde er Mitglied der Intuitive Music Group. Er komponierte mehrere Werke. Aufträge erhielt er u. a. vom Numus Festival (1988) und vom Warschauer Herbst (2016). Zu den Interpreten seiner Musik gehörten u. a. Kwartludium, das ensembles Edges und das Vestjysk Kammerensemble.
Er ist Mitglied des London Musicians’ Collective, der Danish Composer’s Society und des Rings für Gruppenimprovisation.

## Werke
- Quadrivium (1972)
- 5 Stykker for orgel (1973)
- Mimesis I (1974)
- Sonate for hornkvartet (1974)
- Fagottismer (1977)
- Hverdagsfanfarer (1978)
- Dance of the random digits (1979)
- Postkort-kompositioner (1980)
- Lydlandkort (1982)
- Lydrummet (1982)
- Når de magthavende arresterer en søjle
- Tekstmusik (1991)
- Grafiske modeller (1992)
- Pauser (1992)
- MO, FOL 115 verso - 117 recto revisited (1993)
- Fortid og nutid (1993)
- Cut it, Sark! (1995)
- Hommage à l’espace (1997)
- Individualistisk lotteri (1999)
- From the Danish Seasons (1999)
- Frameworks (2002)